# Open Nederlandse kampioenschappen kortebaanzwemmen 2017
De Open Nederlandse kampioenschappen kortebaanzwemmen 2017 werden gehouden van 21 tot en met 23 december 2017 in Sportcomplex Koning Willem-Alexander in Hoofddorp.

## Programma
| S | Series | Goud | Finale |

| Ochtendsessie | 09:00 | Avondsessie | 16:30 |

| Onderdeel         | December | December | December | December | December | December |
| Onderdeel         | 21       | 21       | 22       | 22       | 23       | 23       |
| ----------------- | -------- | -------- | -------- | -------- | -------- | -------- |
| 50m vrije slag    |          |          | S        | Goud     |          |          |
| 100m vrije slag   |          |          |          |          | S        | Goud     |
| 200m vrije slag   | S        | Goud     |          |          |          |          |
| 400m vrije slag   |          |          | S        | Goud     |          |          |
| 800m vrije slag   | Goud     |          |          |          |          |          |
| 1500m vrije slag  |          |          |          |          | Goud     | Goud     |
| 50m rugslag       |          |          |          |          | S        | Goud     |
| 100m rugslag      | S        | Goud     |          |          |          |          |
| 200m rugslag      |          |          | S        | Goud     |          |          |
| 50m schoolslag    |          |          |          |          | S        | Goud     |
| 100m schoolslag   |          |          | S        | Goud     |          |          |
| 200m schoolslag   | S        | Goud     |          |          |          |          |
| 50m vlinderslag   | S        | Goud     |          |          |          |          |
| 100m vlinderslag  |          |          | S        | Goud     |          |          |
| 200m vlinderslag  |          |          |          |          | S        | Goud     |
| 100m wisselslag   |          |          |          |          | S        | Goud     |
| 200m wisselslag   |          |          | S        | Goud     |          |          |
| 400m wisselslag   | S        | Goud     |          |          |          |          |
| 4×100m vrije slag |          |          | Goud     | Goud     |          |          |
| 4×200m vrije slag | Goud     | Goud     |          |          |          |          |
| 4×100m wisselslag |          |          |          |          | Goud     | Goud     |
| Totaal            | 7        | 7        | 7        | 7        | 7        | 7        |

| Onderdeel         | December | December | December | December | December | December |
| Onderdeel         | 21       | 21       | 22       | 22       | 23       | 23       |
| ----------------- | -------- | -------- | -------- | -------- | -------- | -------- |
| 50m vrije slag    |          |          |          |          | S        | Goud     |
| 100m vrije slag   |          |          | S        | Goud     |          |          |
| 200m vrije slag   | S        | Goud     |          |          |          |          |
| 400m vrije slag   |          |          |          |          | S        | Goud     |
| 800m vrije slag   |          |          | Goud     | Goud     |          |          |
| 1500m vrije slag  | Goud     |          |          |          |          |          |
| 50m rugslag       | S        | Goud     |          |          |          |          |
| 100m rugslag      |          |          | S        | Goud     |          |          |
| 200m rugslag      |          |          |          |          | S        | Goud     |
| 50m schoolslag    |          |          | S        | Goud     |          |          |
| 100m schoolslag   |          |          |          |          | S        | Goud     |
| 200m schoolslag   | S        | Goud     |          |          |          |          |
| 50m vlinderslag   |          |          |          |          | S        | Goud     |
| 100m vlinderslag  | S        | Goud     |          |          |          |          |
| 200m vlinderslag  |          |          | S        | Goud     |          |          |
| 100m wisselslag   |          |          |          |          | S        | Goud     |
| 200m wisselslag   |          |          | S        | Goud     |          |          |
| 400m wisselslag   | S        | Goud     |          |          |          |          |
| 4×100m vrije slag |          |          |          |          | Goud     | Goud     |
| 4×200m vrije slag |          |          | Goud     | Goud     |          |          |
| 4×100m wisselslag | Goud     | Goud     |          |          |          |          |
| Totaal            | 7        | 7        | 7        | 7        | 7        | 7        |

## Medailles
Legenda
- WR = Wereldrecord
- ER = Europees record
- NR = Nederlands record
- CR = Kampioenschapsrecord

### Mannen
| Onderdeel            | Goud                                                                | Goud       | Zilver                                                             | Zilver   | Brons                                                                           | Brons    |
| -------------------- | ------------------------------------------------------------------- | ---------- | ------------------------------------------------------------------ | -------- | ------------------------------------------------------------------------------- | -------- |
| Vrije slag           |                                                                     |            |                                                                    |          |                                                                                 |          |
| 50 m                 | Jesse Puts Aquarijn                                                 | 21,43      | Ben Schwietert ZPC Amersfoort                                      | 22,02    | Thom de Boer De Dolfijn                                                         | 22,04    |
| 100 m                | Ben Schwietert ZPC Amersfoort                                       | 48,63      | Luc Kroon Ed-Vo                                                    | 48,95    | Kingue Struijf ZPC Amersfoort                                                   | 49,00    |
| 200 m                | Ferry Weertman PSV                                                  | 1.46,52    | Luc Kroon Ed-Vo                                                    | 1.47,35  | Bart Sommeling De Dolfijn                                                       | 1.48,53  |
| 400 m                | Ferry Weertman PSV                                                  | 3.44,38    | Luc Kroon Ed-Vo                                                    | 3.48,81  | Bart Sommeling De Dolfijn                                                       | 3.49,51  |
| 800 m                | Marcel Schouten PSV                                                 | 7.58,65    | Jorgos Skotadis De Dolfijn                                         | 8.06,55  | Lars Bottelier VZV                                                              | 8.13,80  |
| 1500 m               | Ferry Weertman PSV                                                  | 15.06,31   | Marcel Schouten PSV                                                | 15.13,76 | Lars Bottelier VZV                                                              | 15.35,27 |
| Rugslag              |                                                                     |            |                                                                    |          |                                                                                 |          |
| 50 m                 | Ensger Kotterink Albion d'ELFT (SG)                                 | 24,46      | Braga Verhage De Dolfijn                                           | 24,66    | Luuk Nijland DWK                                                                | 24,90    |
| 100 m                | Ensger Kotterink Albion d'ELFT (SG)                                 | 53,15      | Braga Verhage De Dolfijn                                           | 53,73    | Luuk Nijland DWK                                                                | 54,21    |
| 200 m                | Jari Groenhart TriVia                                               | 1.55,85    | Daniël Buijs ReVeLie Swimteam                                      | 1.58,12  | Tom Donker PSV                                                                  | 1.59,10  |
| Schoolslag           |                                                                     |            |                                                                    |          |                                                                                 |          |
| 50 m                 | Ties Elzerman De Dolfijn                                            | 26,74 CR   | Timon Evenhuis De Dolfijn                                          | 26,84    | Arno Kamminga De Dolfijn                                                        | 27,05    |
| 100 m                | Ties Elzerman De Dolfijn                                            | 59,78      | Wietse Waninge ZPC Amersfoort                                      | 59,85    | Juri Dijkstra TriVia                                                            | 1.00,68  |
| 200 m                | Arno Kamminga De Dolfijn                                            | 2.06,20 CR | Koen Lems ZPC Amersfoort                                           | 2.10,50  | Arjan Knipping PSV                                                              | 2.10,89  |
| Vlinderslag          |                                                                     |            |                                                                    |          |                                                                                 |          |
| 50 m                 | Jesse Puts Aquarijn                                                 | 23,15      | Joeri Verlinden PSV                                                | 23,19    | Braga Verhage De Dolfijn                                                        | 23,48    |
| 100 m                | Joeri Verlinden PSV                                                 | 50,78 CR   | Mathys Goosen De Dolfijn                                           | 52,43    | Braga Verhage De Dolfijn                                                        | 52,98    |
| 200 m                | Maarten Brzoskowski PSV                                             | 1.57,33    | Ensger Kotterink Albion d'ELFT (SG)                                | 2.00,60  | Tim Hoogerwerf DWK                                                              | 2.03,56  |
| 200 m                | Maarten Brzoskowski PSV                                             | 1.57,33    | Ensger Kotterink Albion d'ELFT (SG)                                | 2.00,60  | Jari Groenhart TriVia                                                           | 2.03,56  |
| Wisselslag           |                                                                     |            |                                                                    |          |                                                                                 |          |
| 100 m                | Kyle Stolk PSV                                                      | 53,38      | Arjan Knipping PSV                                                 | 55,40    | Jeroen Baars The Hague Swimming (SG)                                            | 55,98    |
| 200 m                | Kyle Stolk PSV                                                      | 1.57,14    | Arjan Knipping PSV                                                 | 1.57,75  | Jari Groenhart TriVia                                                           | 2.02,25  |
| 400 m                | Arjan Knipping PSV                                                  | 4.09,21 CR | Jari Groenhart TriVia                                              | 4.16,03  | Ferry Weertman PSV                                                              | 4.16,05  |
| Vrije slag estafette |                                                                     |            |                                                                    |          |                                                                                 |          |
| 4×100 m              | PSV 1 Maarten Brzoskowski Joeri Verlinden Tom Donker Kyle Stolk     | 3.15,40    | De Dolfijn 1 Thom de Boer Mathys Goosen Tom Lommers Bart Sommeling | 3.16,19  | ZPC Amersfoort 1 Ben Schwietert Austin Namesnik Thomas Verhoeven Kingue Struijf | 3.19,06  |
| 4×200 m              | PSV 1 Arjan Knipping Maarten Brzoskowski Joeri Verlinden Tom Donker | 7.13,64    | DWK 1 Luuk Nijland Nino Sieling Kevin Eltink Tim Hoogerwerf        | 7.24,18  | De Dolfijn 1 Ruben Dekker Jorgos Skotadis Tom Lommers Bart Sommeling            | 7.24,43  |
| Wisselslagestafette  |                                                                     |            |                                                                    |          |                                                                                 |          |
| 4×100 m              | De Dolfijn 1 Ruben Dekker Arno Kamminga Mathys Goosen Tom Lommers   | 3.32,56    | PSV 1 Tom Donker Arjan Knipping Maarten Brzoskowski Kyle Stolk     | 3.36,77  | ZPC Amersfoort 1 Austin Namesnik Wietse Waninge Thomas Verhoeven Ben Schwietert | 3.40,02  |

### Vrouwen
| Onderdeel            | Goud                                                                       | Goud     | Zilver                                                                           | Zilver   | Brons                                                                  | Brons    |
| -------------------- | -------------------------------------------------------------------------- | -------- | -------------------------------------------------------------------------------- | -------- | ---------------------------------------------------------------------- | -------- |
| Vrije slag           |                                                                            |          |                                                                                  |          |                                                                        |          |
| 50 m                 | Valerie van Roon WVZ                                                       | 24,57    | Elinore de Jong The Hague Swimming (SG)                                          | 24,78    | Marrit Steenbergen DZ&PC                                               | 25,00    |
| 100 m                | Marrit Steenbergen DZ&PC                                                   | 53,78    | Elinore de Jong The Hague Swimming (SG)                                          | 53,99    | Marjolein Delno VZC                                                    | 54,24    |
| 200 m                | Esmee Vermeulen De Dolfijn                                                 | 1.56,33  | Marjolein Delno VZC                                                              | 1.57,03  | Marrit Steenbergen DZ&PC                                               | 1.57,26  |
| 400 m                | Esmee Vermeulen De Dolfijn                                                 | 4.07,63  | Loulou Vos Hillingdon                                                            | 4.11,64  | Laura Setz ZV Nova                                                     | 4.12,20  |
| 800 m                | Esmee Vermeulen De Dolfijn                                                 | 8.32,77  | Laura Setz ZV Nova                                                               | 8.33,49  | Loulou Vos Hillingdon                                                  | 8.37,04  |
| 1500 m               | Serena Stel De Dolfijn                                                     | 16.37,37 | Kaylee de Jong ZPCH                                                              | 16.38,45 | Laura Setz ZV Nova                                                     | 16.42,87 |
| Rugslag              |                                                                            |          |                                                                                  |          |                                                                        |          |
| 50 m                 | Marieke Tienstra TriVia                                                    | 27,54    | Josien Wijkhuijs ZV Orca                                                         | 27,98    | Valerie van Roon WVZ                                                   | 28,34    |
| 100 m                | Marieke Tienstra TriVia                                                    | 59,70    | Indy Jongman PSV                                                                 | 1.00,80  | Sterre Mooiweer De Dinkel                                              | 1.01,19  |
| 200 m                | Tessa Vermeulen De Dolfijn                                                 | 2.06,40  | Marieke Tienstra TriVia                                                          | 2.08,89  | Sterre Mooiweer De Dinkel                                              | 2.09,85  |
| Schoolslag           |                                                                            |          |                                                                                  |          |                                                                        |          |
| 50 m                 | Tes Schouten WVZ                                                           | 30,90    | Rosey Metz WVZ                                                                   | 31,19    | Lonne Dijkhuis De Dinkel                                               | 31,47    |
| 100 m                | Tes Schouten WVZ                                                           | 1.07,16  | Rosey Metz WVZ                                                                   | 1.08,33  | Anna Louise Palmans WVZ                                                | 1.09,20  |
| 200 m                | Tes Schouten WVZ                                                           | 2.27,09  | Irene Teufer De Dolfijn                                                          | 2.28,94  | Kim Vos SBC2000                                                        | 2.30,78  |
| Vlinderslag          |                                                                            |          |                                                                                  |          |                                                                        |          |
| 50 m                 | Elinore de Jong The Hague Swimming (SG)                                    | 26,11    | Josien Wijkhuijs ZV Orca                                                         | 26,66    | Marieke Tienstra TriVia                                                | 26,69    |
| 100 m                | Elinore de Jong The Hague Swimming (SG)                                    | 56,96    | Kinge Zandringa De Dolfijn                                                       | 59,23    | Nienke Jonk ZV Hieronymus                                              | 59,91    |
| 200 m                | Kinge Zandringa De Dolfijn                                                 | 2.12,10  | Femke Spiering VZC                                                               | 2.16,08  | Nienke Jonk ZV Hieronymus                                              | 2.16,48  |
| Wisselslag           |                                                                            |          |                                                                                  |          |                                                                        |          |
| 100 m                | Marrit Steenbergen DZ&PC                                                   | 59,61    | Marjolein Delno VZC                                                              | 1.01,33  | Josien Wijkhuijs ZV Orca                                               | 1.01,98  |
| 200 m                | Marjolein Delno VZC                                                        | 2.11,60  | Marrit Steenbergen DZ&PC                                                         | 2.12,72  | Esmee Vermeulen De Dolfijn                                             | 2.13,23  |
| 400 m                | Lotte Hosper Racing Club                                                   | 4.51,47  | Imani de Jong ZPCH                                                               | 4.52,39  | Inge Arts Merlet                                                       | 4.57,02  |
| Vrije slag estafette |                                                                            |          |                                                                                  |          |                                                                        |          |
| 4×100 m              | De Dolfijn 1 Tessa Vermeulen Robin Neumann Kinge Zandringa Esmee Vermeulen | 3.38,86  | PSV 1 Amy de Langen Ranomi Kromowidjojo Sam van Nunen Marit de Lau               | 3.39,71  | VZC 1 Femke Spiering Silke Holkenborg Saskia de Jonge Marjolein Delno  | 3.45,21  |
| 4×200 m              | VZC 1 Marjolein Delno Silke Holkenborg Gaia Sterre Mirotti Femke Spiering  | 8.07,10  | De Dolfijn 1 Serena Stel Kinge Zandringa Kaylin Stel Tessa Vermeulen             | 8.09,64  | PSV 1 Amy de Langen Marit de Lau Manon Aerssens Marij van der Mast     | 8.16,52  |
| Wisselslagestafette  |                                                                            |          |                                                                                  |          |                                                                        |          |
| 4×100 m              | WVZ 1 Claire Verkijk Tes Schouten Chefanja Nunes Valerie van Roon          | 4.05,21  | The Hague Swimming (SG) 1 Lotte Hosper Ilse Rijnja Elinore de Jong Sterre Keller | 4.10,39  | De Dolfijn 1 Kaylin Stel Anouk Elzerman Kinge Zandringa Elise Pennings | 4.11,06  |